# Île Pisan
Île Pisan är en ö i Algeriet.   Den ligger i provinsen Béjaïa, i den norra delen av landet, 170 km öster om huvudstaden Alger.
Terrängen på Île Pisan är varierad. Öns högsta punkt är 10 meter över havet. 